# Thomas Humphrey Marshall

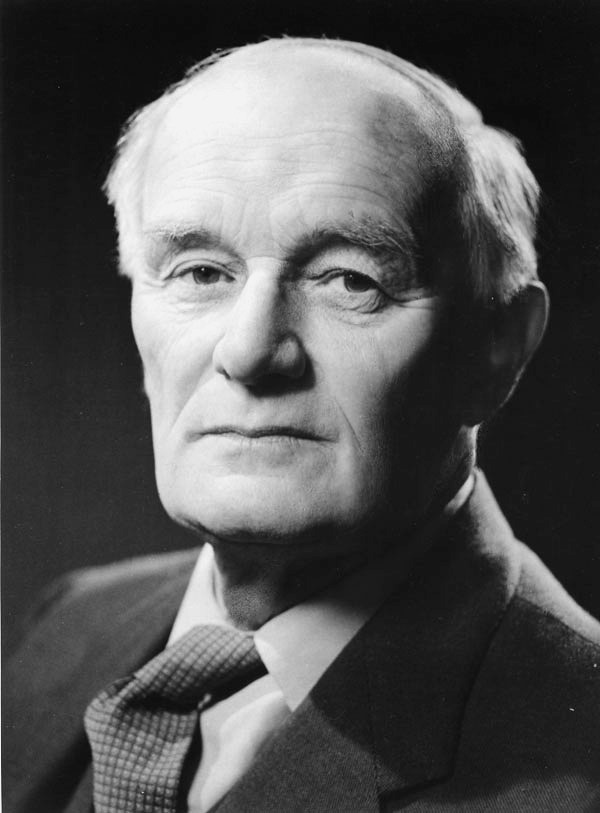

Thomas Humphrey Marshall (Londres, 19 de diciembre de 1893 — Cambridge, 29 de noviembre de 1981), fue un sociólogo británico, conocido por sus ensayos sobre la concepción de ciudadanía.

## Ideas
Marshall escribió un ensayo fundamental sobre ciudadanía, titulado Ciudadanía y clase social, publicado en 1950. 
En este Ensayo, T. H. Marshall, analiza el desarrollo de la ciudadanía desde tres puntos de vista: desde el desarrollo de los derechos civiles, derechos políticos y derechos sociales. Esto lo hace en función del desarrollo histórico de los siglos XVIII (Derechos Civiles); siglo XIX (Derechos Políticos) y siglo XX (Derechos Sociales). Su contribución distintiva fue la introducción del concepto moderno de Derechos sociales (accedidos no sobre la base de pertenecer a alguna clase social o necesidad, sino por el hecho de ser ciudadano). Proclamó que sólo exista la ciudadanía plena cuando se tienen los tres tipos de derechos, y que los mismos no dependen de la clase social a la que se pertenezca, pero que su otorgamiento no implica la destrucción de las clases sociales y la desigualdad.
El análisis de ciudadanía de Marshall ha sido criticado sobre la base de que sólo se aplicaría a los varones en Inglaterra (nótese, Inglaterra, no el Reino Unido). Hay algún debate entre académicos acerca de si Marshall se proponía que su análisis histórico debería interpretarse como una teoría general de la ciudadanía o si el ensayo era sólo un comentario sobre los acontecimientos en Inglaterra en esas fechas (ver Interpretaciones del Estado del bienestar).
Marshall centró su análisis sobre Inglaterra, precisando que los tres tipos de derechos (civiles, políticos y sociales) evolucionaron a diferentes ritmos en el transcurso de doscientos o trescientos años; muestra que los primeros en desarrollarse fueron los derechos civiles (libertad individual, libertad personal, libertad de palabra y de conciencia, derechos de propiedad, derecho de contratación y la igualdad ante la ley); los derechos políticos (participación en el ejercicio del poder político como elector o representante de los electores) se desarrollaron a continuación, en tanto que la lucha por su expansión ocurrió fundamentalmente durante el siglo XIX hasta el establecimiento del principio de ciudadanía política universal. Las luchas por los derechos sociales empiezan a finales del siglo XIX y se desenvolvieron a plenitud durante el siglo XX. La visión de Marshall concluye que estos grupos de derechos forman una especie de peldaño o eslabón en dirección de los otros.

## Citas y referencias
1. ↑  Nancy Fraser and Linda Gordon, "Contract versus Charity: Why is there no social citizenship in the United States?" Socialist Review vol. 23, no. 3 (July/September 1992)
2. ↑  Bryan S. Turner (1993) "Citizenship and Social Theory" p. 3-4
3. ↑  Bulmer, M. and Rees, A. M. (1996) “Conclusion: citizenship in the twenty-first century” in Bulmer, M. and A. M. Rees (eds.) Citizenship today : the contemporary relevance of T.H. Marshall, UCL Press: London. p. 270.

- Datos: Q920633